# Asadabad (shahrestan)
Asadabad (persiska: اسدآباد), eller Shahrestan-e Asadabad (شهرستان اسدآباد), är en delprovins (shahrestan) i Iran. Den ligger i provinsen Hamadan, i den nordvästra delen av landet. Administrativt centrum är staden Asadabad
Delprovinsen hade 100 901 invånare 2016.